# Dubbeld Hemsing van der Scheer

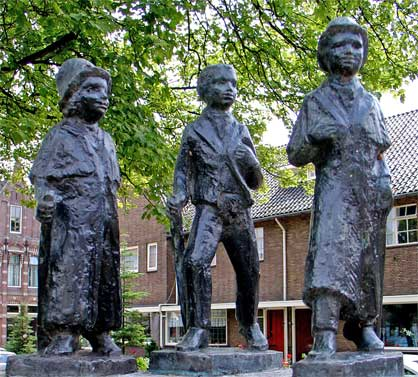
standbeeld "de drie podagristen" in Coevorden (door Charles Hammes)

Dubbeld Hemsing van der Scheer (Coevorden, 30 januari 1791 - aldaar, 12 februari 1859) was een Drents schrijver, uitgever en boekhandelaar.

## Levensloop
Dubbeld Hemsing van der Scheer werd op 30 januari 1791 te Coevorden geboren als zoon van de uitgever, boekhandelaar en stadsontvanger Jacobus van der Scheer en Roelina Hemsing. In 1813 trad hij vrijwillig toe tot de 'garde d’honneur' van Napoleon. Na diens nederlaag keerde hij terug naar Coevorden, waar hij zich - evenals zijn vader - vestigde als uitgever. Hij trouwde op 7 november 1816 met Sophia Speckman (1787-1859). Op 12 februari 1859 overleed hij 68-jarige leeftijd te Coevorden.

## Betekenis van Van der Scheer voor de Drentse literatuur en cultuur
Dubbeld Hemsing van der Scheer schreef o.a. samen met de predikant Alexander Lodewijk Lesturgeon en de journalist Harm Boom onder het pseudoniem de drie podagristen “Drenthe in vlugtige omtrekken geschetst". Het werk was een verzameling volksverhalen, volkskundige feiten en dialectwoorden in de vorm van een reisbeschrijving. Het werk markeert het begin van de drentstalige literatuur. Daarna kwam pas een constante stroom opgang - aldus dr. H. Nijkeuter - van letterkundige Drentse uitgaven in boekvorm.
Als schrijver én uitgever heeft Van der Scheer grote betekenis gehad voor de ontwikkeling van de drentstalige literatuur. Tussen 1836 en 1851 gaf Van der Scheer de Drentsche Volksalmanak uit. Al in het eerste nummer van deze almanak verscheen er een gedicht in streektaal nl. “Zaomensproak over ‘t Broabands opreur, tussen Baerent, Greet en Harrem” (over de Belgische opstand).
Naar hem werd de 'Drentse Studiekring D.H. van der Scheer' genoemd, die de voorloper was van 'Het Drents Genootschap', de Culturele Raad voor Drenthe.
Van der Scheer was ook een van de oprichters van het Drents Museum te Assen.